# Malgasotrella
Malgasotrella är ett släkte av insekter. Malgasotrella ingår i familjen syrsor.
Kladogram enligt Catalogue of Life:
| Malgasotrella | \| \| Malgasotrella robusta \| \| \| \| \| \| Malgasotrella venosa \| \| \| \| |
|               | \| \| Malgasotrella robusta \| \| \| \| \| \| Malgasotrella venosa \| \| \| \| |
|               | Malgasotrella robusta                                                          |
|               |                                                                                |
|               | Malgasotrella venosa                                                           |
|               |                                                                                |